# Бахрија Нури-Хаџић
Бахрија Нури-Хаџић, касније Нури-Куралт (Сарајево, 4. март 1904 — Београд, 24. октобар 1993) била је српска оперска певачица, сопран, чији домети на интернационалној оперској сцени спадају међу највеће.
Била је првакиња Београдске опере од 1931. до 1960. године.

## Биографија
Бахрија Нури-Хаџић рану младост и детињство провела је у Мостару, у добростојећој и веома образованој породици. Након уобичајеног муслиманског основног образовања – наставља школовање код часних сестара, а упоредо са тим родитељи су јој с обзиром на интересовање за музику обезбедили часове клавира и виолине. Поставши свестан да у Мостару неће добити адекватно образовање – отац одлучује да се породица пресели у Београд, где се Бахрија уписује у Српску музичку школу (данас Мокрањац), где наставља учење клавира, али професорка певања Иванка Милојевић је узима у своју класу и ускоро обавештава родитеље да се ради о вансеријском таленту који треба да настави школовање у неком од најбољих центара. 1923. полаже пријемни испит на Музичкој академији у Бечу, где је студирала певање код чувеног професора Лирхамера наредних пет година, а и касније током каријере су повремено радили заједно. Први ангажман имала је у Берну, где се задржала од 1928. до 1931. године. За то време је отпевала велики број улога, од тога су 23 биле премијере или премијерне обнове. Тада је први пут певала Салому у истоименој опери, улогу која се сматра њеним највишим уметничким дометом, а и најбољим тумачењем Саломе уопште.
Највећи део каријере провела је као првакиња Београдске опере од 1931. до 1960. године, због чега је на сценама у централној Европи била најављивана као „Величина из Београда” (Eine Grösse aus Belgrad). У Београду је с повременим прекидима живела од 1921. године до краја живота.
Последње признање које је добила била је Седмојулска награда СР Србије за животно дело 1988. године.

## Породица и приватни живот
Отац јој је био књижевник, публициста и функционер, познати Србин муслиман Осман Нури-Хаџић (1869–1937), а мајка Алмаса Соколовић је била потомак чувеног Мехмед Паше Соколовића, Великог везира Османског царства. Имала је три млађе сестре – Шемсу, песникињу, Рабију, професорку немачког језика у мостарској гимназији, и Наџиду, која је била председница Антифашистичког фронта жена (АФЖ) БиХ, али је и поред тога три и по године била заточена у логору Голи оток.
За живота се изјашњавала као Српкиња исламске вероисповести (исправљала би странце који би је понекад најавили као Туркињу), а од језика је говорила српски, немачки, француски и енглески.